# Jiří Kafka
Jiří Kafka (27. dubna 1913 Praha – 7. června 2009 Praha) byl český spisovatel, scenárista, dramaturg, autor písňových textů a autor rozhlasových i televizních pořadů pro děti a mládež.

## Život
Jiří Kafka studoval na střední škole elektrotechnické (1927–1931). Pracoval u různých firem v letech 1927–1941 jako montér, osvětlovač, zvukař, skriptér-operatér. Pak se stal řidičem a průvodčím tramvají pražských Elektrických podniků (1941–1946).
Intenzivně se věnoval psaní příběhů pro děti a mládež a písňovým textům. V Divadle Na Slupi bylo v letech 1938–1951 uvedeno 29 jeho her pro děti, které zpočátku psal s Jindrou Pelcem, později od roku 1942 sám. Vedle toho byl autorem mnoha desítek písňových textů. Některé napsal společně s Pelcem.
V té době psal také dva romány pro mládež (Přátelé velkých činů, Hvězda manéže). Po vydání těchto knih začal pracovat jako zvukový mistr ve zpravodajském filmu (1946–1949). Vedle toho také tvořil filmové scénáře. Podle jeho divadelní hry Ráj divochů byl v roce 1947 natočen krátký film. V roce 1947 vytvořil ještě scénář filmu Chceme zdravý národ. V roce 1949 nastupuje do Československého státního filmu Barrandov jako scenárista. Již v té době byl v kontaktu s dětským vysíláním Československého rozhlasu, kam přišel v roce 1952 do literární redakce vysílání pro mládež. Zde si rozšiřoval zkušenosti pod vedením Josefa Koláře, Vladimíra Kováříka a Miloslava Dismana.
Zřejmě první Kafkovu hru uvedl rozhlas v září 1952 v režii Miloslava Dismana. Hru Boj o hvězdu napsal společně s Radkem Kubínkem. Jiří Kafka byl velice plodný autor. Pro rozhlas udělal dlouhou řadu dramatizací, mimo jiné dramatizace románů Julese Verna (Doktor Ox, Dva roky prázdnin, Honba za meteorem, Tajemný hrad v Karpatech), Jiráskova F. L. Věka, Kästnerovy knihy Emil a detektivové, a pohádky Pinocchio. V rozhlase Kafka zůstal až do svého odchodu do důchodu v dubnu 1973. Získal tak více prostoru pro vlastní tvorbu, které se věnoval po dalších 36 let. Nikdy nevstoupil do žádné strany.
Velký úspěch měly Kafkovy příběhy o opičácích Hupovi a Hopovi, které zpracoval jak pro televizi, tak pro rozhlas, vyšly také knižně. Jejich literární zpracování si oblíbili malí čtenáři nejen u nás, ale i v Rusku či Polsku.
Vydal celou řadu knih pro děti (Kulda Kulíšek, Pohádky z děravé kapsy, Jak Lucka vysvobodila prince Pašajdu, Davídkovo léto s dědou). Publikoval v dětských časopisech (Mateřídouška, Ohníček, Sluníčko, Punťa a Čtyřlístek).

## Dílo

### Knihy
- KAFKA, Jiří. Přátelé velkých činů. Vydání první. Praha: Gustav Petrů, 1946. 145-[I] s. Edice Terč; sv. 1.
- KAFKA, Jiří. Hvězda manéže: Román pro mládež. 1. vyd. V Praze: A. Vlasák, 1946. 117-[II] s. Knižnice osvobozené mládeže.
- KAFKA, Jiří. Noční dobrodružství. 1. vyd. Praha: MF, 1956. 126 s. Vpřed; sv. 75.
- KAFKA, Jiří. Byli jednou dva. 1. vyd. Praha: SNDK, 1964. 93, [4] s. Jiskřičky; Sv. 18.
- KAFKA, Jiří. Hup a Hop. 1. vyd. Praha: Novinář, 1971. [89] s. Edice televizních pohádek.
- KAFKA, Jiří. Hup a Hop: dobrodružství dvou opičáků a pana kormidelníka Rybičky. 1. vyd. Praha: Albatros, 1972. 218, [4] s.
- KAFKA, Jiří. Pohádky z děravé kapsy. 1. vydání. Praha: Orbis, 1974. 32 s. Ilustrované sešity; 19. Ilustroval: Cyril Bouda.
- KAFKA, Jiří. Kulda Kulíšek. 1. vyd. Praha: Novinář, 1975. 158, [2] s.
- KAFKA, Jiří. Hup ta Hop abo Pryhody dvoch mavpenjat i sternovoho Rybičky: Povist' - kazka. Kyjiv: Veselka, 1975. 122, [6] s.
- KAFKA, Jiří. Hup a Hop: dobrodružství dvou opičáků a pana kormidelníka Rybičky. 2. vyd. Praha: Albatros, 1981. 218 s.
- KAFKA, Jiří. Jak Lucka vysvobodila prince Pašajdu. 1. vyd. Praha: Albatros, 1981. První čtení.
- KAFKA, Jiří. Ako Lucka vyslobodila princa Pašajdu. Vyd. 1. Bratislava: Mladé letá, 1983. 45 s.
- KAFKA, Jiří. Davídkovo léto s dědou. Vyd. 1. Plzeň: Západočeské nakladatelství, 1985. 81 s.
- KAFKA, Jiří. Hup a Hop: Dobrodružství dvou opičáků a pana kormidelníka Rybičky. 2. vyd. Praha: Albatros, [1990]. 218 s.
- KAFKA, Jiří. Kulda Kulíšek. 2., upr. vyd. Praha: Carmen, 1992. 109 s. ISBN 80-85531-19-4.
- KAFKA, Jiří. Hup a Hop na moři: nová veselá dobrodružství dvou opičáků a pana kormidelníka Rybičky. 1. vyd. Praha: Albatros, 2002. 72 s. Ahoj děti - Dobrou noc. ISBN 80-00-01032-1.
- KAFKA, Jiří. Hup a Hop na moři: veselá dobrodružství dvou opičáků a pana kormidelníka Rybičky. V této podobě 1. vyd. Praha: Albatros, 2008. 91 s. Květy dětem; sv. 8. ISBN 978-80-00-02089-1. (noty, 1CD)

### Kreslené seriály
- Dobrodružství Hupa a Hopa. Kreslil Václav Junek. Vyšly celkem 3 díly na 16 stranách v číslech 27-31 časopisu Čtyřlístek (1973)
- Voják Sakumprásk a klokan Poupátko. Kreslil František Foltýn. Vyšlo celkem 5 dílů na 30 stranách v číslech 33-42 časopisu Čtyřlístek (1973–1974)

### Scénáře
- PELC, Jindřich a KAFKA, Jiří. Smíšek s Třesavkou se chlubí, jak zachránili princezně zuby: veselá pohádka ve třech dějstvích. Praha: Thymolin, 1941. 35 s. Pohádková scéna Kafky a Pelce; sv. 11.
- STANISLAV, Karel. Doubravové: [pracovní název]. Praha: Čs. státní film, 1949. 41 s. (do filmové povídky zpracovali J. Kafka a V. Kuthan)
- KAFKA, Jiří. Šest mužů s fantazií: Detektivní příběh téměř fantastický. Praha: Dilia, 1963. 65, [1] s.
- KAFKA, Jiří. Král šibalů, aneb, Enšpíglova čtveráctví: hra pro mládež ve dvou částech. Dotisk. Praha: Dilia, 1964. 55, [1] s.
- KAFKA, Jiří. Jak pejsek hledal muzikanty: loutková hra o třech obrazech. V Praze: Dilia, 1965. 45 s.
- CLAUDEL, Paul. Výměna: hra o třech dějstvích. Překlad Jiří Kafka. V Praze: Dilia, 1973. 77 s. Malá řada; sv. 77.
- KAFKA, Jiří. O vodách, které přestaly zpívat: Loutková pohádka pro nejmenší na vietnamské motivy. 1. [vyd.]. Praha: Dilia, 1979. 86, [1] s.

### Zvukové záznamy
- COLLODI, Carlo Lorenzi. Pinocchio. V překladu Jana Holické a Marie Holické volně zdramatizoval Jiří Kafka. Praha: Bonton, 1995. (58:18) a Suprahon 2019. Natočeno 1969.
- VERNE, Jules. Tajemný hrad v Karpatech. V překladu Václava Netušila zdramatizoval Jiří Kafka. Praha: Supraphon, 1972 a 1999. (47:35). Natočeno v r. 1971 ve studiích Československého rozhlasu
- KAFKA, Jiří. Kulda Kulíšek. Praha: Supraphon, 1971
- VERNE, Jules. Patnáctiletý kapitán; Ocelové město; Tajemný hrad v Karpatech. V překladu Václava Netušila zdramatizoval Jiří Kafka. Praha: Supraphon, 2010. Natočeno 1972 a 1978.
- KAFKA, Jiří. Jak Lucka vysvobodila prince Pašajdu. Praha: Supraphon, 1981.

### Rozhlasové hry pro mládež
- Plamen hněvu, 1954
- Jules Verne: Doktor Ox, 1958
- Jules Verne: Dva roky prázdnin, 1958
- Jules Verne: Honba za meteorem, 1960
- Alexandre Dumas: Hrabě Monte Christo, 1967
- Kästner: Emil a detektivové, 1968
- Pinocchio, 1968
- Alexandre Dumas: Tři mušketýři, 1969
- Mlýn na čelinském potoce, 1972
- James Curwood: Vlčák Kazan, 1972
- Jules Verne: Tajemný hrad v Karpatech, 1972
- Puškin: Kapitánská dcerka, dramatizace, 1972
- Paustovskij: Symfonie hrdinů, 1975
- Hodina půlnoci, hra o M. Koperníkovi, 1973
- Jules Verne: Bouře nad ostrovy, 1973
- Jules Verne: Patnáctiletý kapitán, 1978
- Jules Verne, Ocelové město, 1978
- Studna smrti, na motivy povídky R. Halliburtona, 1984
- Enšpígl – král šibalů, dramatizace, 1986
- Strážce majáku, podle povídky H. Sienkiewicze, 1994

### Rozhlasové pohádky
- O Hopsálkovi a Hvízdálkovi, 10 částí, 1961
- Kulda Kulíšek, 1971
- O vodách, které přestaly zpívat, 1972
- Hup a Hop, 1973
- Jak Akvarýlek s Poupátkem hledali zatoulaná zvířátka, 1974
- Jak se klokáně Poupátko odměnilo jemnostpánovi, 1974
- Kovárna u Modrého jezírka, 1974
- Voják Sakumprásk a klokan Poupátko, 7 částí, 1974
- Jak Bajda se Šufánkem tekli potokem, 7 částí, 1977
- Čarodějové, 6 částí, 1977
- Jak Lucka vysvobodila prince Pašajdu, 1980
- S Hupem a Hopem po sedmi mořích – 10 částí, 1980
- Svatební kytice pro jemnostslečinku, 1991
- Mlynářská nevěsta, 1991
- O dobrém srdci čertovského synka, 1991
- O tom ševci Jakubovi, 1992
- O bednáři Blažejovi, 1993
- Honza a pidimužíci, 1993
- O jednookém obrovi, 1993
- O krajkářce Vendulce, 1993
- O tom obru Kamšlápovi, 1993
- Putování s hastrmanskou píšťalou, původní rozhlasový seriál, 7 částí, 1995
- To bylo tenkrát, cyklus pohádek, 7 částí, 1996
- Leknínová víla, Létající jelen, Malé dřeváky, velké dřeváky, Mluvící pejsek, Zvonečkový krejčík, 1997
- O sedláři Hříbátkovi, Očarované boty, 1998
- O zrádné panně ze Stříbrného luhu; nedělní pohádka, 2000
- O Terezce z tkalcovny, 2006
- Jak se hastrman Puškvorec málem utočil, 2009
- O skláři Korálkovi, 2011

### Televizní seriály pro děti
- Hup a Hop, veselé příběhy dvou rozpustilých opičáků Hupa a Hopa, 1965
- O Hopsálkovi a Hvízdálkovi, 1966
- Pohádky z děravé kapsy, 1980

### Televizní pořady pro děti
Rozmarýnek, pásmo pohádek, písniček a vyprávění pro předškolní děti, za doprovodu Štěpánky Haničincové, čertíka Bertíka a kanárka Lórinky, 1978, režie: Svatava Simonová

### Písňové texty (v závorce autor hudby)
- Princezno krásná (Jaroslav Malina)
- Tmavomodré paraplíčko (Jaroslav Malina)
- To bylo z lásky (Leopold Korbař)
- Slunce v máji (D. Basler)
- Sešit plný lásky (Bohuslav Ondráček)
- Sedmimílové boty (Emil Strašek)
- Podzimní láska (J. Šesták)
- Královnin krajkový šátek, překlad textů několika písní operety
- Lásko má, píseň o Praze (Zdeněk Marat)
- Muzikantova písnička (Mojmír Smékal)
- Stará vrba (Jaroslav Malina)
- Táhnem to dál (Antonín Tichý)
- Načechrej si sukni (Jaroslav Malina)
- Nej-nej-nej (Harry Macourek)
- Nejsladší melodie (Jaroslav Malina)
- Vzpomínáš si? ( Alexej Fried)

### Hudebniny
- PELC, Jindřich a KAFKA, Jiří. Na starém přívoze: lidová operetka ve 3 j. Praha: Josef Dolejší, 1940. 79 s. Divadelní knihovna Thalia; sv. 58.
- KAPR, Jan. Kluci úderníci. 1. vyd. Praha: SHN, 1953. 3 s. Zpíváme; 1.
- FRIED, Alexej. Ostýchavý: foxtrot; Vzpomínáš si: pomalý foxtrot. 1. vyd. SNKLHU. Praha: Státní nakladatelství krásné literatury, hudby a umění, 1959. 12 hlasů. Taneční orchestr; 117.
- Malý taneční soubor. 19, Výběr sedmi tanečních melodií. Praha: Státní nakladatelství krásné literatury, hudby a umění, 1960. 23 s. Obsahuje mimo jiné píseň Všední ráno (hudba O. Blaha; text Jiří Kafka)
- SMATEK, Miloš. Planá láska: polka. 1. vyd. Praha: Státní nakladatelství krásné literatury, hudby a umění, 1961. Zábavní orchestr; č. 111.
- Hledáme písničky pro všední den: písničky ze soutěže Hledáme písničku pro všední den 1964. 1. vyd. Praha: Státní hudební vydavatelství, 1964. 35 s. Obsahuje mimo jiné píseň Má mě vůbec někdo rád (hudba Milan Vlček; text Jiří Kafka)
- Malý zábavní soubor. 38: Výběr melodií v úpravě pro 3-9 nástrojů. 1. vyd. Praha: Státní hudební vydavatelství, 1966. Obsahuje mimo jiné píseň U rybníka stojí vrba (hudba J. Malina; text J. Pelc a J. Kafka)